# Platino (colore)
Il platino è una gradazione di grigio, che assomiglia al colore del platino. Il primo utilizzo registrato del nome platino per indicare il colore nella lingua inglese risale al 1918.